# Castetner
Castetner település Franciaországban, Pyrénées-Atlantiques megyében. Lakosainak száma 137 fő (2022. január 1.). Castetner Biron, Laà-Mondrans, Loubieng, Maslacq és Sarpourenx községekkel határos.

## Népesség
A település népességének változása:
| Lakosok száma | 139  | 135  | 140  | 134  | 134  | 133  | 134  | 135  | 137  |
|               | 2013 | 2015 | 2016 | 2017 | 2018 | 2019 | 2020 | 2021 | 2022 |